# Коробово (Федуринська сільрада)
Коробово (рос. Коробово) — присілок в Городецькому районі Нижньогородської області Російської Федерації.
Населення становить 72 особи. Входить до складу муніципального утворення Федуринська сільрада.

## Історія
Від 2009 року входить до складу муніципального утворення Федуринська сільрада.

## Населення
| 2002 | 2010 |
| ---- | ---- |
| 68   | ↗72  |